# Грузецька вулиця
Грузе́цька ву́лиця — зникла вулиця, що існувала в Дніпровському районі міста Києва, місцевість Куликове. Пролягала від вулиці Остафія Дашкевича до вулиці Сулеймана Стальського.

## Історія
Вулиця виникла у середині XX століття під назвою Нова. Назву Грузецька вулиця набула 1957 року.
Ліквідована 1981 року у зв'язку зі знесенням старої забудови колишнього селища Куликове та частковим переплануванням місцевості.